# Излазак сунца
Излазак сунца је тренутак када Сунце ујутру постаје видљиво на хоризонту. Земља је та која се заправо креће па ствара илузију да се Сунце уздиже и осветљава њену површину.
Под термином излазак Сунца се понекад укључује и период када се Сунчева светлост се распршује у горњим слојевима атмосфере (сумрак).
У Лепенском виру се дешава феномен двоструки излазак Сунца.